# Alassane Pléa
Alassane Alexandre Pléa (sinh ngày 10 tháng 3 năm 1993) là một cầu thủ bóng đá chuyên nghiệp người Pháp hiện thi đấu cho câu lạc bộ Borussia Mönchengladbach ở Bundesliga.

## Thống kê

### Câu lạc bộ
Tính đến 10 tháng 11 năm 2023
| Câu lạc bộ               | Mùa giải            | Giải quốc gia       | Giải quốc gia | Giải quốc gia | Cúp quốc gia | Cúp quốc gia | Cúp Liên đoàn | Cúp Liên đoàn | Cúp Châu Âu | Cúp Châu Âu | Tổng cộng | Tổng cộng |
| Câu lạc bộ               | Mùa giải            | Hạng đấu            | Trận          | Bàn thắng     | Trận         | Bàn thắng    | Trận          | Bàn thắng     | Trận        | Bàn thắng   | Trận      | Bàn thắng |
| ------------------------ | ------------------- | ------------------- | ------------- | ------------- | ------------ | ------------ | ------------- | ------------- | ----------- | ----------- | --------- | --------- |
| Lyon                     | 2012–13             | Ligue 1             | 1             | 0             | 0            | 0            | 0             | 0             | 2           | 0           | 3         | 0         |
| Lyon                     | 2013–14             | Ligue 1             | 6             | 0             | 0            | 0            | 0             | 0             | 3           | 1           | 9         | 1         |
| Lyon                     | Tổng cộng           | Tổng cộng           | 7             | 0             | 0            | 0            | 0             | 0             | 5           | 1           | 12        | 1         |
| Auxerre (cho mượn)       | 2013–14             | Ligue 2             | 15            | 3             | 1            | 0            | 0             | 0             | —           | —           | 16        | 3         |
| Nice                     | 2014–15             | Ligue 1             | 33            | 3             | 1            | 0            | 1             | 0             | —           | —           | 35        | 3         |
| Nice                     | 2015–16             | Ligue 1             | 19            | 6             | 0            | 0            | 0             | 0             | —           | —           | 19        | 6         |
| Nice                     | 2016–17             | Ligue 1             | 25            | 11            | 1            | 1            | 1             | 1             | 5           | 1           | 32        | 14        |
| Nice                     | 2017–18             | Ligue 1             | 35            | 16            | 1            | 0            | 2             | 1             | 11          | 4           | 49        | 21        |
| Nice                     | Tổng cộng           | Tổng cộng           | 112           | 36            | 3            | 1            | 4             | 2             | 16          | 5           | 135       | 44        |
| Borussia Mönchengladbach | 2018–19             | Bundesliga          | 34            | 12            | 1            | 3            | —             | —             | —           | —           | 35        | 15        |
| Borussia Mönchengladbach | 2019–20             | Bundesliga          | 27            | 10            | 1            | 0            | –             | –             | 5           | 0           | 33        | 10        |
| Borussia Mönchengladbach | 2020–21             | Bundesliga          | 29            | 6             | 2            | 1            | —             | —             | 8           | 5           | 39        | 12        |
| Borussia Mönchengladbach | 2021–22             | Bundesliga          | 33            | 10            | 3            | 0            | —             | —             | —           | —           | 36        | 10        |
| Borussia Mönchengladbach | 2022–23             | Bundesliga          | 29            | 2             | 2            | 0            | —             | —             | —           | —           | 31        | 2         |
| Borussia Mönchengladbach | 2023–24             | Bundesliga          | 11            | 5             | 2            | 0            | —             | —             | —           | —           | 13        | 5         |
| Borussia Mönchengladbach | Tổng cộng           | Tổng cộng           | 163           | 45            | 11           | 4            | —             | —             | 13          | 5           | 187       | 54        |
| Tổng cộng sự nghiệp      | Tổng cộng sự nghiệp | Tổng cộng sự nghiệp | 297           | 84            | 15           | 5            | 4             | 2             | 34          | 11          | 350       | 104       |

1. ↑  Bao gồm UEFA Champions League và UEFA Europa League

### Quốc tế
Tính đến 20 tháng 11 năm 2018
| Đội tuyển | Năm       | Số trận | Bàn thắng |
| --------- | --------- | ------- | --------- |
| Pháp      | 2018      | 1       | 0         |
| Tổng cộng | Tổng cộng | 1       | 0         |